# Ciało dla Frankensteina
Ciało dla Frankensteina (tytuł oryg. Flesh for Frankenstein) – amerykańsko-włosko-francuski film fabularny (horror) z 1973 roku, napisany przez Paula Morrisseya oraz wyreżyserowany przez Morrisseya i Antonio Margheritiego, z Udo Kierem i Joe Dallesandro obsadzonymi w rolach głównych. Opowiada historię barona Frankensteina, szalonego naukowca, który dąży do stworzenia rasy bezwzględnie mu oddanych nadludzi.

## Obsada
- Udo Kier − baron von Frankenstein
- Joe Dallesandro − Nicholas
- Monique van Vooren − baronowa Katrin Frankenstein
- Arno Juerging − Otto
- Dalila Di Lazzaro − kobieta-potwór
- Srdjan Zelenovic − Sacha/męski potwór
- Marco Liofredi − Erik
- Nicoletta Elmi − Monica
- Liù Bosisio − Olga, służąca